# Hugo Häring

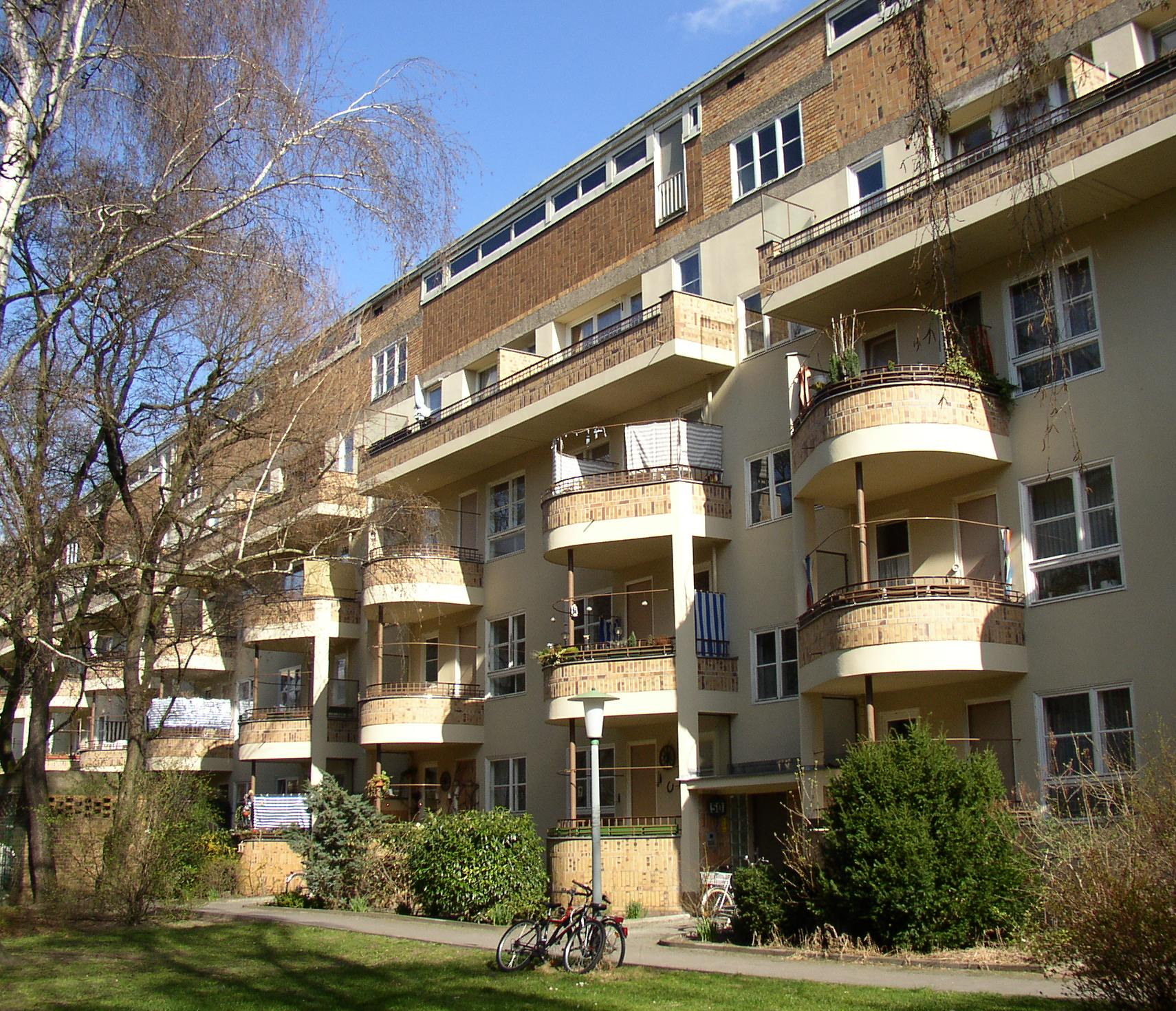
H. Häring: Budynek przy Goebelstr. 50 ff na osiedlu Siemensstadt w Berlinie

Hugo Häring (ur. 22 maja 1882 w Biberach an der Riß, zm. 17 maja 1958 w Göppingen) – niemiecki architekt modernistyczny, przedstawiciel ekspresjonizmu i prekursor funkcjonalizmu organicznego.

## Życiorys
Po zdaniu matury w 1899, Häring podjął studia w Technicznej Szkole Wyższej w Stuttgarcie (1899–1901), m.in. u Skjolda Neckelmanna. Następnie studiował w Technicznej Szkole Wyższej w Dreźnie, m.in. u Fritza Schumachera, Hugo Hartunga i Corneliusa Gurlitta (1901–1902). Studia ukończył w Stuttgarcie pod kierunkiem Theodora Fischera w 1903.
W 1904 Häring przeprowadził się do Hamburga, gdzie wykładał w Szkole Sztuki i Rzemiosla (niem. Kunstgewerbeschule). W latach 1915–1921 zaangażowany w odbudowę Prus Wschodnich. W trzech ostatnich latach I wojny światowej pracował jako tłumacz na Bałkanach.
W 1921 przeniósł się do Berlina, gdzie w 1922 brał udział w Wielkiej Berlińskiej Wystawie Sztuki (niem. Große Berliner Kunstausstellung). W 1923–1924 współzałożyciel wraz z Mies van der Rohem grupy „Zehnerring” w Berlinie. Od 1926 sekretarz grupy architektonicznej „Der Ring”, którą reprezentował w 1928 na spotkaniu założycielskim Congrès international d’architecture moderne (CIAM) (pol. Międzynarodowy Kongres Architektury Nowoczesnej) w szwajcarskim La Sarraz.
W 1935 przejął berlińską Reimannschule, którą przemianował na Szkołę „Kunst und Werk”. Po zbombardowaniu szkoły podczas działań wojennych w 1943 przeniósł się do rodzinnego Biberach an der Riß. W 1946 odpowiedzialny za odbudowę w strefie francuskiej. W latach 1947–1950 współpracownik Instytutu Budownictwa przy Akademii Nauk w Berlinie. Od 1955 członek Akademie der Künste.

## Działalność
W 1925 Häring ukończył swój esej „Wege zur Form”. w którym przedstawił swoje rozważania na temat architektury – forma architektoniczna powinna wyrastać z otoczenia i funkcji danego budynku, który miał przez to być wyodrębnionym, indywidualnym projektem. Rozważania te były w opozycji do idei uniwersalizmu Mies van der Rohego, a Häring często bywa utożsamiany z organiczną tradycją modernizmu, obok Franka Lloyda Wrighta i Alvara Aalto.
Pod koniec lat 1920. XX wieku projektował wielorodzinne domy mieszkalne na nowo-powstających berlińskich osiedlach Siemensstadt i Onkel-Toms-Hütte, jednak kolejne projekty zostały zarzucone po dojściu nazistów do władzy.

### Publikacje
- Wege zur Form. „Die Form I”, 1925–1926. (niem.).brak numeru strony
- Das anderen Bauen. Karl Krämer Verlag, 1982. (niem.). Brak numerów stron w książce (razem z J. Joedicke)[1]
- Neues Bauen. Phönix Verlag, 1947. (niem.). Brak numerów stron w książce[1]

### Wybrane dzieła
- 1922–1926 – posiadłość Garkau przy Seestrasse 7 w Klingbergu w gminie Scharbeutz (powiat Ostholstein, Szlezwik-Holsztyn)[3][4][5]
- 1926–1927 – budynki na osiedlu Onkel-Toms-Hütte w Berlinie (wraz z Bruno Tautem i Otto Rudolfem Salvisbergem)[6]
- 1928 - Villa-Frenzel w Elblągu, modernistyczny budynek mieszkalny
- 1929–1930 – budynki przy Goebelstrasse wielkiego zespołu mieszkaniowego Siemensstadt w Berlinie[7] (obok Häringa budynki na osiedlu Siemensstadt projektowali pod kierunkiem Hansa Scharouna: Walter Gropius, Otto Bartning, Fred Forbat i Paul Rudolf Henning)
- 1929–1931 – budynek wzdłuż Prinzenallee w Berlinie

## Upamiętnienie
Od 1969 Bund Deutscher Architekten (BDA) przyznaje co trzy lata nagrodę im. Hugo Häringa (niem. Hugo-Häring-Preis) za modelowe projekty architektoniczne w Badenii-Wirtembergii.